# ناتاشا گرکسون واگنر
ناتاشا گرکسون واگنر (انگلیسی: Natasha Gregson Wagner؛ زادهٔ ۲۹ سپتامبر ۱۹۷۰) هنرپیشه اهل ایالات متحده آمریکا است. وی بین سال‌های ۱۹۹۲ تا ۲۰۱۱ میلادی فعالیت می‌کرد.
از فیلم‌های معروف او می‌توان به بازی در دو دختر و یک مرد، تپه‌ها چشم دارند ۳، روزهای آرام در هالیوود و سرزمین عجایب اشاره کرد.